# Neocyema erythrosoma
Neocyema erythrosoma (лат.) — вид морских лучепёрых рыб из семейства циемовых (Cyematidae). Единственный представитель рода Neocyema. Первоначально известен по двум экземплярам, пойманным к западу от Кейптауна, Южная Африка (юго-восток Атлантического океана). Позже обнаружен в западной части Атлантического океана. Являются батипелагическими (глубоководными океаническими) рыбами и были обнаружены на глубине 2000—2200 м. Длина тела обнаруженных особей до 16 см. Тело стреловидной формы, ярко-красного цвета. Neocyema erythrosoma безвредны для человека, их численность и экология не исследованы.